# جون ويليام بوون
جون ويليام بوون (بالإنجليزية: John William Boone)‏ هو موسيقي وعازف بيانو وملحن أمريكي، ولد في 17 أبريل 1864 في كولومبيا في الولايات المتحدة، وتوفي في 4 أكتوبر 1927 في وارنسبورغ في الولايات المتحدة بسبب مرض قلبي وعائي.

## وصلات خارجية
- جون ويليام بوون على موقع ميوزك برينز (الإنجليزية)